# Hassan al-Thawadi

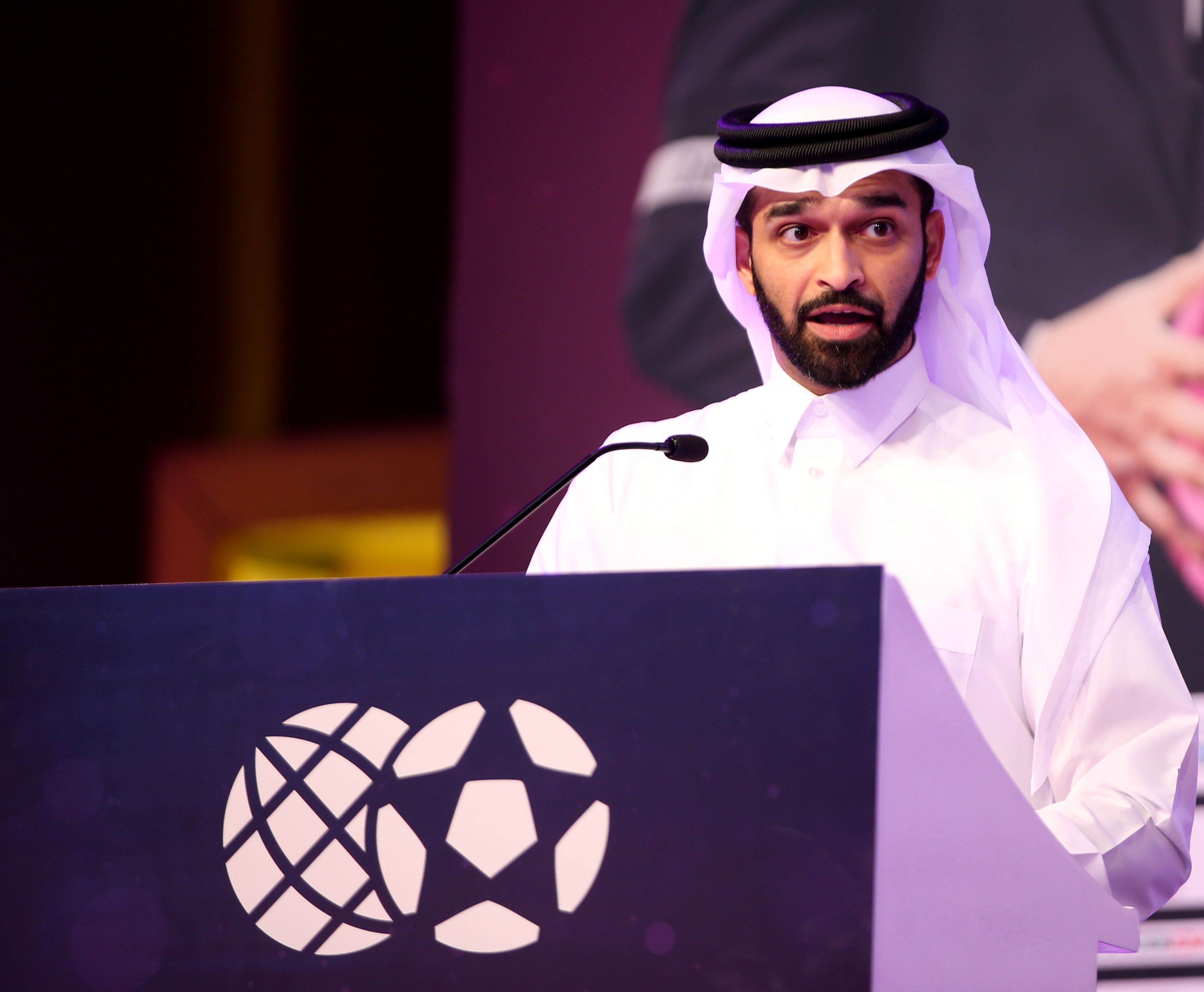
Hassan al-Thawadi, 2016

Hassan Abdullah al-Thawadi (* 1978) ist ein katarischer Manager und Sportfunktionär.

## Werdegang
Al-Thawadi schloss ein Studium der Rechtswissenschaften an der University of Sheffield ab. Er arbeitete für Qatar Petroleum. 2006 wechselte er als Generalberater zur Qatar Investment Authority (QIA) und der Qatar Holding, die die Diversifizierung der wirtschaftlichen Aktivitäten des Landes koordinieren.
Er war Geschäftsführer der erfolgreichen Bewerbung Katars um die Fußball-Weltmeisterschaft 2022. Im März 2011 wurde er zum Generalsekretär des Qatar 2022 Supreme Committee, dem Organisationskomitee der Weltmeisterschaft ernannt.
2022 veröffentlichte das ZDF die Aussagen zweier Zeugen, die nahelegen, dass Karl-Heinz Rummenigge zwei Luxusuhren auf einer Lobbyveranstaltung zur Weltmeisterschaft in Katar aus dem Umfeld des Sportfunktionärs Hassan al-Thawadis erhalten habe. Rummenigges Anwälte bestritten die Vorwürfe.